# Тари
Тари (англ. Taree) — город в Австралии, в штате Новый Южный Уэльс на восточном побережье страны. Основан в 1831 году Уильямом Уинтером (англ. William Wynter). Со временем этот город приобрёл важное сельскохозяйственное значение, а его население возросло до 20 тысяч человек. Тари находится в 12—15 км от побережья Кораллового моря и в 280—300 км к северу от Сиднея. До города можно добраться из Сиднея на поезде (англ. North Coast Railway) или на машине по шоссе англ. Pacific Highway.
Тари входит в состав района местного самоуправления Большой Тари, избирательного округа Майэл-Лейкс (англ. Myall Lakes) и федерального избирательного округа Лайн (англ. Lyne).

## Название
Название города произошло от местного слова австралийских аборигенов «Biripi», означающее «дерево у реки».

## Образование
В районе Тари находится несколько школ: Taree Public School, Taree High School, Taree West Public School, Manning Gardens Public School, Chatham Public School, Chatham High School и Cundletown Public School.
Также имеются частные школы в самом Тари и в близлежащих районах: Manning District Adventist School, Tinonee, Manning River Steiner School, Manning Valley Anglican College, Cundletown, Taree Christian Community School, Kolodong, Taree Steiner School, St Joseph’s Primary School и St Clare’s High School.
Высшие колледжи: the North Coast Institute of TAFE, Taree Community College, the Australian Technical College — Manning Valley Campus.

## Средства информации
В Тари издаётся местная газета «The Manning River Times».
В городе поддерживаются отделы продаж таких компаний, как Prime Television, NBN Television и Southern Cross Ten. Существует четыре местных радиостанции: 2RE, Max FM, 2BOB и 2TLP. Австралийская широковещательная корпорация ABC транслирует Triple J, ABC Classic FM, Radio National и ABC Mid North Coast, а организация Rhema FM Manning Great Lakes вещает из студий, расположенных около Wingham. В Тари ещё вещает Racing Radio.

## Туризм
Рядом расположены исторические города Уингем и Тинони. Ближе к побережью находится ещё один город — Олд-Бар.
Туристической достопримечательностью Тари является здание под названием «Самая большая устрица в мире», или просто «Большая устрица». Это связано с местным хозяйством — в реке Маннинг выращивают более, чем 3,5 миллиона устриц в год. Но, несмотря на это, предприятие не оказалось успешным. В Тари «Большую Устрицу» знают ещё и как «Большая Ошибка» — теперь в этом здании располагается компания по продаже автотехники.
Центр развлечения «Manning» был построен в 1980-х годах в качестве культурного центра района. Хотя он и рассчитан на 500 мест, его размер не позволяет проводить в нём крупные мероприятия. Тем не менее в центре ежегодно проводятся конкурсы непрофессиональных певцов, а на сцене часто выступает любительское общество драмы.
Около развлекательного центра и центра информации для туристов (на севере города) находится водный центр досуга «Manning». Этот центр включает в себя 25-метровый подогреваемый бассейн с небольшими горками, находящийся внутри здания, и 50-метровый бассейн.